# Game Boy Micro
Il Game Boy Micro (ゲームボーイミクロ?, Gēmu Bōi Mikuro) è una console portatile sviluppata e costruita da Nintendo.
Il sistema è la seconda revisione del Game Boy Advance, il suo target di riferimento è il consumatore che "tiene all'immagine" (stando ai comunicati stampa di Nintendo). Particolare enfasi viene data alle sue ridotte dimensioni e al design ricercato.
Di contro, per queste sue ridotte dimensioni, ha perso la retrocompatibilità con i giochi del Game Boy originale.
Il Micro fu ufficialmente presentato dal vicepresidente alle vendite e al marketing della Nintendo, Reggie Fils-Aime, alla conferenza stampa tenuta dalla compagnia all'E3 il 17 maggio 2005.
La console uscì in Giappone il 13 settembre 2005 e in Nord America il 19 settembre 2005. Uscì in Europa il 4 novembre 2005, in Australia il 3 novembre 2005, in Cina il 1º ottobre 2005 e nella Corea del Sud il 9 novembre 2005.
Il prezzo iniziale di vendita negli Stati Uniti era di 99 dollari, mentre il Game Boy Advance SP di 79 dollari. Più tardi, il prezzo del Game Boy micro nella versione Nera, Argentata e del Ventesimo Anniversario (solo Game Crazy) è stato abbassato a 89 dollari.
In Giappone la nuova console portatile si aggira sui 12.000 Yen, 3.000 yen in più della SP.
In Europa il prezzo è di 99 €.
In Australia, benché il prezzo di listino sia fissato a 149,95 Dollari australiani, viene venduta a 129.

## Design e specifiche
Il Game Boy micro contiene molte funzionalità del Game Boy Advance SP, ma con un fattore estetico aggiornato.
È più piccolo dei precedenti Game Boy, è molto leggero e pesa circa 1/3 di un iPod mini. In più, dispone di un display retroilluminato, con la possibilità di regolarne il contrasto e adattarlo all'illuminazione.
Il Game Boy micro include anche una mascherina rimovibile che permette agli acquirenti di comperare altre mascherine dal design alternativo.
Caratteristiche tecniche:
- Dimensioni: 50 × 101 × 17,2 mm. È grande quasi quanto una carta di credito standard;
- Peso: 80 g;
- Processore: 32-bit 16,8-MHz con architettura ARM (ARM7TDMI).
- Colori: Vari colori e design attraverso una mascherina intercambiabile, ma i colori ufficiali sono rosa, blu, verde e argento;
- Schermo: diagonale di 51 mm (2") mentre il GBA ce l'ha di 74 mm (2,9"), retro illuminato con luminosità regolabile;
- Batteria: batteria ricaricabile integrata agli ioni di litio;
- Uscite: supporta un'uscita cuffie standard.

Sul lato destro del Game Boy Micro sono presenti due pulsanti che servono a modificare il volume oppure, tenendo premuto il tasto dorsale L, si può variare la luminosità dello schermo tra cinque livelli di brillantezza.
Per mantenersi in linea con il mercato relativo alla "generazione iPod", la Nintendo ha anche ridisegnato il suo adattatore videomusicale Play-Yan per adattarlo al Micro. Questo strumento può eseguire MP3 e file video da schede SD.

### Software
Il Game Boy micro è compatibile con tutte le cartucce per Game Boy Advance, incluse le cartucce Game Boy Advance Video. A differenza del Game Boy Advance e del Game Boy Advance SP, tuttavia, il Micro è incompatibile con i giochi prodotti per l'originale Game Boy o Game Boy Color.
Così come per il Game Boy Advance e il Game Boy Advance SP, non ci sono blocchi regionali sul software, perciò i giochi del Nord America possono essere eseguiti sull'hardware giapponese e viceversa.

## Packaging
In Giappone, la console è disponibile in sette colori/stili. I primi 4 modelli sono nero, blu, viola e argento. Inoltre ne esistono altri tre in edizione limitata :
- una basata sull'originale controller del Famicom (Conosciuto in Occidente come NES);
- un modello con scocca blu e un'immagine di Final Fantasy IV presente frontalmente[2];
- un modello con scocca rossa e con un'immagine sul retro rappresentante la silhouette del famoso Pokémon Pikachu.[3]

Negli Stati Uniti il GBM è disponibile in due colori, entrambi venduti con 3 mascherine incluse:
- nero e argento, con mascherine "Ammonite" e "Coccinella",
- nero e argento, con mascherine "Fiamma" e "Camouflage".

Una nuova versione "ventesimo Anniversario" è disponibile dal 5 dicembre, simile alla versione Famicom ma dotata di una scritta "20th Anniversary" e di una immagine di Mario.

## Reazioni

### Critiche
Date le dimensioni ridotte del Game Boy Micro, esso utilizza esclusivamente porte proprietarie, non standard, ad esclusione dell’uscita Jack.
Essendo stata rimossa la porta per la connessione multiplayer del Game Boy Advance SP, occorre acquistare separatamente dei cavi per avere la compatibilità multiplayer completa. Anche il cavo GameCube/Game Boy Advance non è compatibile con la versione Micro.
Il rinnovamento del parco accessori era una mossa di mercato già digerita dai consumatori. Nonostante questo, essi furono spiazzati dalle numerose differenze con le versioni precedenti. Specialmente se messo a paragone con la versione SP, che nonostante presentasse un design rinnovato, aveva mantenuto la maggior parte delle funzionalità del Game Boy Advance originale.
La mancanza di retrocompatibilità con Game Boy/Game Boy Color è stata, inoltre, criticata pesantemente. Senza di questa, molti giocatori hanno definito il Game Boy Micro "più bello che utile". Mancanza da aggiungersi ai problemi di funzionalità.
Anche il prezzo iniziale è stato causa di critiche verso il Game Boy Micro. A $99, il micro aveva lo stesso prezzo del Nintendo GameCube (periodo natalizio 2005, con una copia gratis di Mario Party 7 e un controller extra), era $20 più costoso dell'originale Game Boy Advance SP e $30 meno costoso del più funzionale e sofisticato DS. Visto l'andamento del mercato, Nintendo decise in seguito di abbassare il prezzo dei modelli nero e argento a 89$.
La distribuzione quasi simultanea del backlit model e di Game Boy Advance SP ha generato anch'essa dubbi sullo scopo del Micro. I giocatori esitanti nel prendere il Micro, a causa dello schermo piccolo, hanno optato poi per la variante del Game Boy SP migliorata, con una retroilluminazione eguale a quella del Game Boy Micro, e conservante la maggior parte delle funzionalità originali.
Infine anche il lancio in Nord America è stato soggetto a critiche. Nella fase iniziale Nintendo non pubblicizzò in alcun modo il prodotto e venne fatta confusione con le date di distribuzione: l'ufficiale di Nintendo era il 19 settembre 2005, ma molti negozi non l'hanno avuto in magazzino fino alla settimana dopo. Solo dopo che l'unità fu distribuita correttamente, una giusta campagna di vendita è comparsa in TV, negli scaffali e nelle riviste.

### Approvazione
Il Game Boy Micro è stato lodato per essere tornato al layout orizzontale del Game Boy Advance originale. Molte persone non avevano apprezzato il layout verticale (usato nel Game Boy e nel Game Boy Advance SP), perché trovavano scomodo tenere le mani così vicine per utilizzare i tasti. I tasti A e B del Micro sono inoltre molto più grandi del modello precedente, rendendoli più facili da utilizzare.
La retroilluminazione del Micro, che è superiore a quella del Game Boy Advance SP, è stata lodata per la sua visibilità. Come quella del Nintendo DS Lite, ogni pixel è equamente e chiaramente illuminato grazie a un dot pitch più piccolo, ma la luminosità è modificabile.
A causa della dimensione ridotta dello schermo rispetto allo standard dei giochi del Game Boy Advance, la grafica è molto più acuta che in ogni modello precedente. Lo schermo è inoltre ancora più luminoso del Nintendo DS. La messa in vendita di un Game Boy Advance SP con uno schermo più luminoso ha in qualche modo ridotto questo vantaggio. Comunque, riducendo la velocità di refresh (50 Hz), il Micro mantiene l'originale 60 Hz.
Nonostante il lancio abbastanza mediocre e i problemi percepiti, i giocatori sono stati felici nel sapere che la Nintendo non ha ignorato il Micro. Inoltre la Nintendo ha creato un gruppo di nuovi accessori, e ha adattato il Play-Yan per adattarsi meglio al formato del Micro.
La modifica dello schermo è stata ben accolta. I precedenti modelli,specialmente l'SP, avevano problemi di polvere sotto lo schermo , e provare ad aprire l'unità per pulirla invalidava la garanzia. I possessori possono adesso sollevarlo per togliere la polvere e rimpiazzarlo quando diventa troppo consumato.

## Curiosità
Secondo l'amministratore della Nintendo Perrin Kaplan, il suo nome in codice durante la fase di sviluppo era Oxy. L'unità riporta il nome del modello "OXY-001" sul retro e su tutti gli accessori è inciso lo stesso codice OXY tra i quali la mascherina anteriore, la batteria, l'alimentatore ed il fodero.